# Theodor Rowehl
Theodor Rowehl (ur. 9 lutego 1894 w Barschlüte, zm. 6 czerwca 1978 w Münsterze) – niemiecki oficer Sił Powietrznych w stopniu Oberst, dowodził Fernaufklärungsgruppe w Luftwaffe (w OB AufklGrp LW). Wykonane przez niego zdjęcia lotnicze pomogły przeprowadzić rozpoznanie przed rozpoczęciem operacji Barbarossa.
27 września 1940 za swoje zasługi został odznaczony Krzyżem Rycerskim Krzyża Żelaznego.